# مونيكا ريتشاردز
مونيكا ريتشاردز (بالإنجليزية: Monica Richards)‏ هي كاتبة غنائية وملحنة ومغنية مؤلفة ومغنية أمريكية، ولدت في 1965.

## وصلات خارجية
- الموقع الرسمي
- مونيكا ريتشاردز على موقع ميوزك برينز (الإنجليزية)
- مونيكا ريتشاردز على موقع ديسكوغز (الإنجليزية)